# Apulso

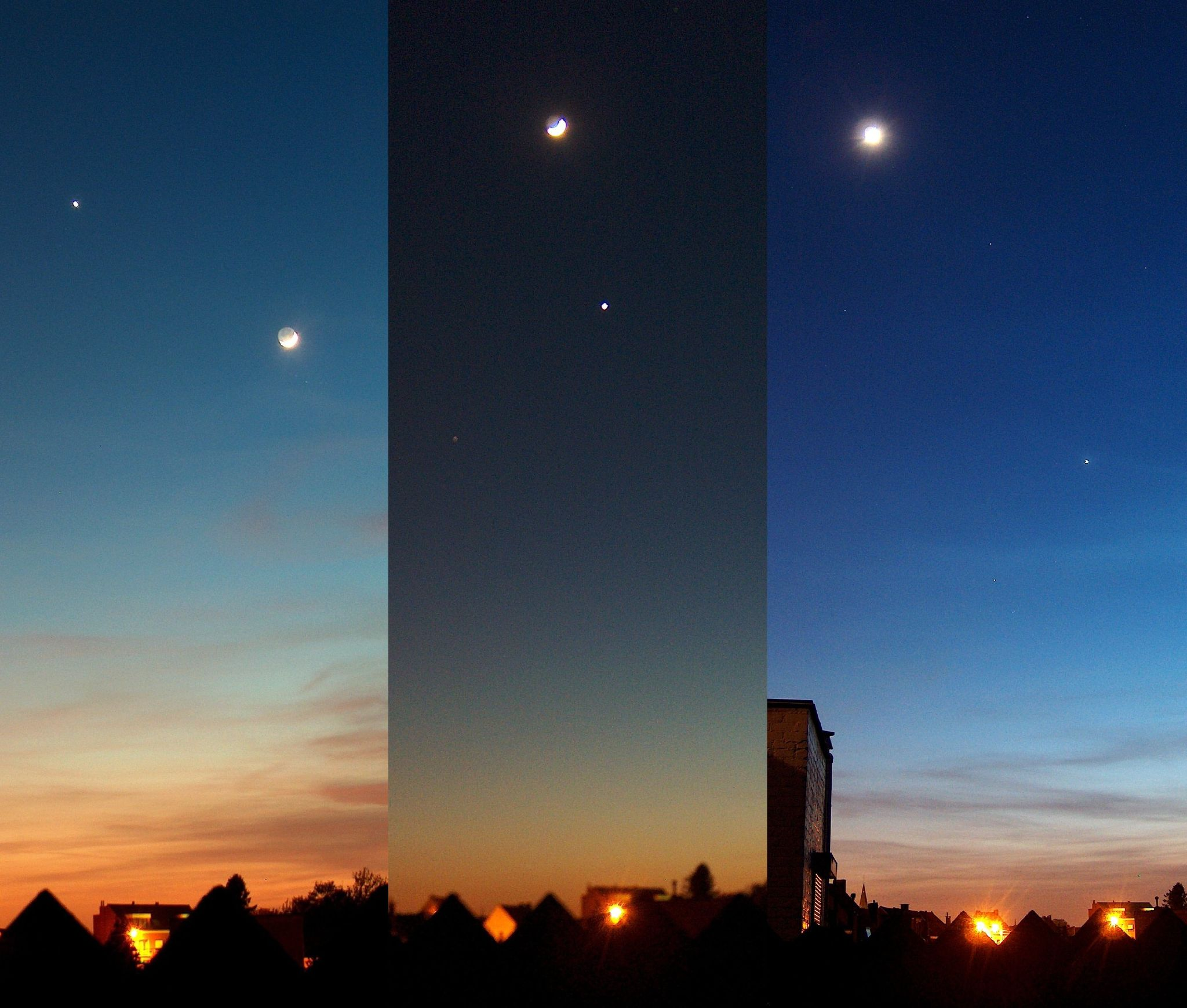
A Lua e Vênus no céu vespertino registrados durante três dias consecutivos. A imagem central mostra um apulso entre os dois objetos.

O apulso se refere à menor distância angular aparente entre um corpo celeste e outro, vistos a partir de um terceiro corpo durante determinado período de tempo. Esse fenômeno pode ser tipicamente vislumbrado por um observador na superfície terrestre nos movimentos aparentes conjuntos de dois planetas no céu ou no movimento aparente da Lua em relação a uma estrela fixa ou a um planeta ao longo de sua órbita ao redor da Terra.  Vale ressaltar que o apulso é um fenômeno puramente fundamentado na perspectiva, de modo que o par de objetos nele envolvidos não necessariamente estarão fisicamente próximos.
Embora um apulso esteja relacionado a uma conjunção entre dois corpos celestes, as definições desses fenômenos posicionais diferem sutilmente entre si. Enquanto um apulso acontece quando a distância angular entre dois objetos encontra-se mínima, uma conjunção ocorre no instante em que dois objetos astronômicos possuírem a mesma ascensão reta ou longitude eclíptica. Em geral, o momento preciso de um apulso será diferente do momento preciso de uma conjunção.
Objetos dotados de movimentação retrógrada (tais como os planetas) ocasionalmente se envolverão em apulsos não associados a eventos de conjunção. Nesses casos, os dois objetos inicialmente descreverão uma aproximação, mas se afastarão antes de eventualmente atingirem uma ascensão reta em comum.
Quando os dois corpos celestes parecerem tão próximos que um deles chega a passar na frente do outro, o evento pode ser classificado como um trânsito, uma ocultação, ou um eclipse, mas não como um apulso.
Apulsos são eventos observáveis a olho nu para observadores em geral quando envolvem planetas brilhantes e a Lua. Esses fenômenos posicionais auxiliam na localização de objetos mais tênues quando estes estão envolvidos num apulso com um objeto mais brilhante. Apulsos com grande aproximação aparente constituem oportunidades ímpares de se observar os dois objetos envolvidos no mesmo campo visual de um telescópio, o que é especialmente atraente para astrônomos amadores. Como exemplo disso, é possível citar o apulso entre Júpiter e Saturno ocorrido em 13 de dezembro de 2020.